# Lyndsay Wall
Lyndsay Wall, född den 12 maj 1985 i Visalia, Kalifornien i USA, är en amerikansk ishockeyspelare.
Hon tog OS-brons i damernas ishockeyturnering i samband med de olympiska ishockeytävlingarna 2006 i Turin.